# Дрімлюга-вилохвіст бразильський
Дрімлюга-вилохвіст бразильський (Hydropsalis torquata) — вид дрімлюгоподібних птахів родини дрімлюгових (Caprimulgidae). Мешкає в Південній Америці.

## Опис
Довжина птаха становить 25-30 см, самці важать 47,5-63 г, самиці 48-60 г. У самців крайні стернові пера є дуже довгими, враховуючи їх, довжина самця становитиме 40-66 см. У самиць хвіст помітно коротший. 
У самців номінативного підвиду верхня частина тіла коричнева, поцяткована сіруватими плямками, спина поцяткована чорнуватими смужками і рудими плямками. На задній частині шиї широкий рудувато-коричневий "комір". Стернові пера коричневі, крайні стернові пера видовжені, мають широкі білі кінчики. Підборіддя охристе, горло охристе або білувате, поцятковане коричневими плямами або смужками, груди охристі, поцятковані вузькими коричневими смужками, живіт і боки охристі, поцятковані широкими коричневими смугами. крила переважно коричневі, поцятковані охристими плямками і смужками, білі смуги на них відсутні. У самиць крила більш коричневі, білі плями на хвості відсутні, крайні стернові пера дещо довші за центральні. Представники підвиду H. t. furcifer мають дещо більші розміри і блідіше забарвлення, "комір" у них має більш охристий відтінок.

## Підвиди
Виділяють два підвиди:
- H. t. torquata (Gmelin, JF, 1789) — східне Перу і центральна Бразилія, локально на півдні Суринаму;
- H. t. furcifer (Vieillot, 1817) — від південного Перу до південної Бразилії і центральної Аргентини.

## Поширення і екологія
Бразильські дрімлюги мешкають в Перу, Болівії, Бразилії, Суринамі, Аргентині, Парагваї і Уругваї. Вони живуть в саванах, сухих чагарникових заростях і рідколіссях, на луках і пасовищах. Зустрічаються на висоті до 500 м над рівнем моря. Південні популяції взимку мігрують на північ. Ведуть нічний спосіб життя. Живляться комахами, яких ловлять в польоті. Відкладають яйця просто на голу землю. В кладці 2 яйця.